# The Unborn (musikalbum)
The Unborn är det finländska melodisk death metal-bandet Mors Principium Ests andra studioalbum, utgivet i april 2005 på Listenable Records och i Japan på Avalon i maj samma år.
Albumet var bandets första med keyboardisten Joona Kukkola, som ersatte Toni Nummelin, samt det sista med trummisen Mikko Sipola.

## Låtlista
1. "Pure" – 6:07
2. "The Harmony Remains" – 4:51
3. "Parasites of Paradise" – 4:19
4. "Two Steps Away" – 5:44
5. "Altered State of Consciousness" – 4:20
6. "Spirit-Conception" (instrumental) – 1:35
7. "The Unborn" – 3:41
8. "Fragile Flesh" – 4:01
9. "Pressure" – 6:16
10. "The Glass Womb" (instrumental) – 4:30

Bonusspår på den japanska utgåvan
1. "Blood of Heroes" (Megadeth-cover) – 3:26
2. "Pure" (Demo Version) – 6:08

## Medverkande
Musiker
- Ville Viljanen – sång
- Jarkko Kokko – gitarr
- Jori Haukio – gitarr, programmering, djembe
- Teemu Heinola – basgitarr
- Joona Kukkola – keyboard
- Mikko Sipola – trummor

Bidragande musiker
- Maiju Tommila – sång

Produktion
- Ahti Kortelainen – inspelningstekniker, mixning
- Jori Haukio – inspelningstekniker, producent
- Mika Jussila – mastering
- Mattias Norén – omslagskonst
- Toni Mailanen – design, layout, foto